# Cassidi Hoag
Cassidi „Cass“ Hoag (* 7. Mai 1999) ist eine kanadische Schauspielerin. Im Jahre 2009 wurde sie für ihr Engagement in Die Robert und Andrew Kissel Story mit einem Young Artist Award ausgezeichnet.

## Leben und Karriere
Ihren ersten nennenswerten Auftritt hatte die junge Kanadierin im Jahr 2008, als sie im Film Die Robert und Andrew Kissel Story eingesetzt wurde. Dort mimte sie die neunjährige bzw. elfjährige Version der Figur Mary Kissel, für die sie im Anschluss bei der 30. Vergabe des Young Artist Award im Jahr 2009 in der Kategorie Best Performance in a TV Movie, Miniseries or Special – Supporting Young Actress ausgezeichnet wurde. Des Weiteren kam sie im Jahr 2008 zu einem Auftritt in einer Folge der kanadischen Sitcom Billable Hours, wo sie die Rolle der kleinen Nicolete innehatte. Seit ihrem zehnten Geburtstag besitzt sie ein eigenes Profil bei Twitter. 2010 kam sie in der US-amerikanischen Mystery-Fernsehserie Happy Town zu einem weiteren Kurzauftritt als Jordan Kirby. 2011 war sie in einer der Hauptrollen im Kurzfilm Parkdale zu sehen, wofür sie bei den Young Artist Awards 2012 eine Nominierung als Beste Schauspielerin in einem Kurzfilm erhielt.

## Filmografie
- 2008: Die Robert und Andrew Kissel Story (The Two Mr. Kissels)
- 2008: Billable Hours (Fernsehserie, eine Episode)
- 2010: Happy Town (Fernsehserie, eine Episode)
- 2011: Parkdale (Kurzfilm)

## Auszeichnungen und Nominierungen
| Jahr | Auszeichnung       | Für                                | Kategorie                                                                        | Resultat  |
| ---- | ------------------ | ---------------------------------- | -------------------------------------------------------------------------------- | --------- |
| 2009 | Young Artist Award | Die Robert und Andrew Kissel Story | Best Performance in a TV Movie, Miniseries or Special – Supporting Young Actress | Gewonnen  |
| 2012 | Young Artist Award | Parkdale                           | Best Performance in a Short Film – Young Actress                                 | Nominiert |